# Teopompo de Esparta
Teopompo foi rei da cidade-Estado grega de Esparta de 720 a.C. até 675 a.C. ano da sua morte, pertenceu à Dinastia Euripôntida.
Sucedeu a Nicandro de Esparta, seu pai e reinou por quarenta e sete anos. No décimo ano de seu reinado foi realizada a primeira olimpíada.

## Instituição dos éforos
Os éforos foram instituídos durante o seu reinado, tendo poderes equivalentes aos dois reis. Segundo Plutarco, foi este rei que instituiu os éforos em Esparta, como associados aos reis,  cento e trinta anos depois de Licurgo. Quando a sua esposa o reprovou por isso, dizendo que ele deixaria para seus filhos um cargo com menos poder do que o cargo que ele recebeu, ele respondeu: "Não, eles terão mais poder, porque eles estarão mais seguros". A lógica desta frase é que ao abrir mão do que era excessivo e absoluto, ele evitava a inveja e o perigo; de fato, os reis de Esparta duraram muito mais tempo do que na Messênia e em Argos, parentes e vizinhos dos espartanos.

## Guerras
Durante a Primeira Guerra Messênia, Teopompo, junto com o rei ágia Polidoro, participou de uma batalha contra os messênios, quatro anos após o início da guerra. Durante a batalha, o batalhão comandado por Teopompo foi derrotado pelo batalhão comandado pelo rei messênio Eufes, mas a batalha terminou sem um vencedor. Após a batalha, porém, os messênios decidiram abandonar todas as cidades do interior e concentrar a defesa no Monte Itome.
Alguns anos mais tarde, durante o ataque lacedemônio contra Itome, Eufes atacou a guarda pessoal de Teopompo, mas Eufes recebeu ferimentos mortais. Eufes foi sucedido por Aristodemo, que havia, antes, sacrificado a própria filha para a salvação da Messênia, por causa de um oráculo.
Segundo Clemente de Alexandria, ele foi capturado e sacrificado a Zeus por Aristômene, líder dos messênios. Pausânias, porém, que narrou as duas primeiras Guerras Messênias tentando conciliar os textos de Mirão de Priene e de Riano de Bene, interpretou que Mirão errou ao dizer que Aristômene matou Teopompo pouco antes da morte do rei messênio Aristodemo, porque Teopompo não morreu em batalha antes da Primeira Guerra Messênia terminar.
Segundo Pausânias, ele foi o vencedor da Primeira Guerra Messênia. 
Durante seu reinado, quando ele já era velho, Esparta disputou com Argos a posse do distrito da Tireátida; isto ocorreu depois da morte do seu filho Arquídamo.

## Sucessão
Ele foi sucedido por seu neto Zeuxidamo, porém segundo Heródoto ele foi sucedido por seu filho Anaxândrides I.